# Anne-Marie Voisard
Pour les articles homonymes, voir Voisard.
Anne-Marie Voisard est une essayiste québécoise. Son livre Le droit du plus fort : nos dommages, leurs intérêts a remporté le Prix du Gouverneur général : études et essais de langue française en 2019,,.

## Biographie
Anne-Marie Voisard a été responsable des affaires juridiques d’Écosociété de 2008 à 2013, pendant l’affaire Noir Canada. Doctorante en études sociologiques et politiques à l’École des hautes études en sciences sociales de Paris, elle poursuit ses recherches dans le champ de la sociologie critique du droit ainsi que sur la censure dans l’édition indépendante.
Après un article sur les poursuites-bâillons,, elle publie Le Droit du plus fort, dans lequel elle analyse les liens entre justice, pouvoir, liberté d’expression et démocratie dans le cadre de la censure du livre Noir Canada, faisant suite à cinq ans de procès entamés par les sociétés minières incriminées,
Elle est interviewée dans le film documentaire Malartic de Nicolas Paquet. Elle raconte comment le gouvernement du Québec a passé un décret modifiant la réglementation minière en défaveur des seuls habitants de Malartic, dans les jours qui ont suivi un jugement reconnaissant le droit des citoyens contre les exploitants de la mine locale.

## Prix et nominations
- 2019 - Prix littéraire du Gouverneur général du Canada, études et essais, pour Le droit du plus fort : nos dommages, leurs intérêts.[10].

## Œuvres
- Le droit du plus fort : nos dommages, leurs intérêts, Écosociété, 2018